# Satyrus venefica
Satyrus venefica är en fjärilsart som beskrevs av Hans Fruhstorfer 1909. Satyrus venefica ingår i släktet Satyrus och familjen praktfjärilar. Inga underarter finns listade.